# 론 레스터
론 레스터(Ron Lester, 1970년 8월 4일 ~ 2016년 6월 17일)는 미국의 배우, 텔레비전 배우이다.

## 영화
- 섹스 아카데미 (2001년)
- 프릭스 앤 긱스 (1999년)
- 그들만의 계절 (1999년)
- 햄버거 특공대 (1997년)
- 사브리나 - TV 시리즈 (1996년)